# Pagode des Tempels der Sechs Banyanbäume

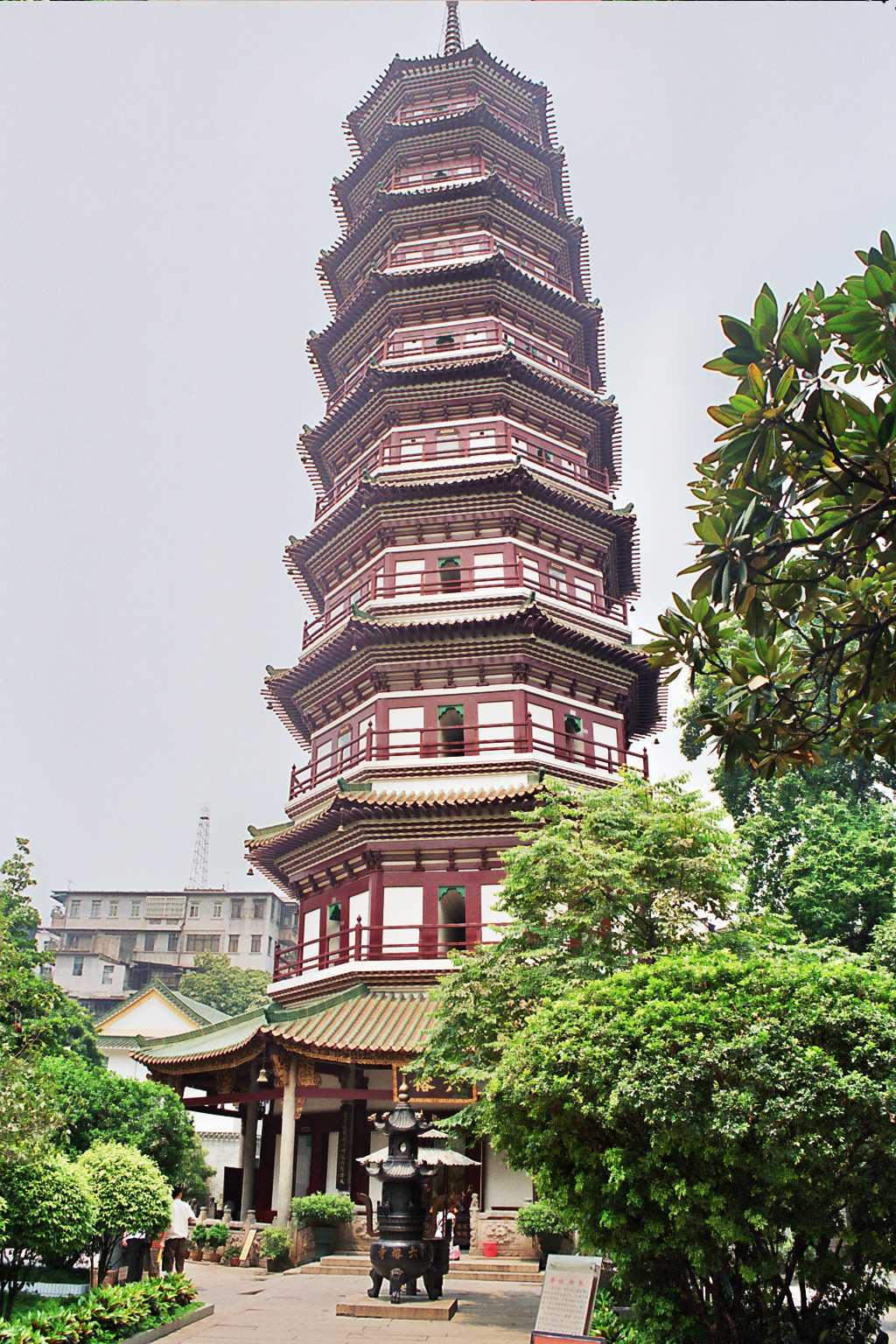
Tempel der sechs Banyanbäume

Die Pagode des Tempels der Sechs Banyanbäume (chinesisch 六榕寺塔, Pinyin Liùróng sì tǎ, Jyutping luk6 jung4 zi2 taap3) ist die Pagode des Liurong-Tempels in Guangzhou (Kanton) in der südchinesischen Provinz Guangdong. Der Tempel wurde im Jahr 537 der Liang-Dynastie in der Zeit der Südlichen Dynastien gegründet, anfangs hieß er Bǎozhuāngyán sì 宝庄严寺. Seine Pagode wurde durch ein Feuer zerstört und wurde in der Zeit der Nördlichen Song-Dynastie im Stil der Zeit neu aufgebaut.
Die achteckige, aus Holz und Ziegeln errichtete Turmstil-Pagode hat neun Geschosse und ist 57 m hoch.
Die Pagode des Tempels der Sechs Banyanbäume steht seit 2006 auf der Liste der Denkmäler der Volksrepublik China (6-681).